# Slätt
"Grässlätt" omdirigerar hit. Se även gräsmarker.
En slätt är ett geografiskt område som består av ett platt öppet landskap. En slätt saknar oftast skogar eller har enbart mindre skogsområden. En slätt brukar oftast ha gott om jordbruk då landskapet är lämpligt för detta. 
Ett svenskt exempel är Västgötaslätten. Exempel på naturliga slättområden är prärie i Nordamerika, pampas i Sydamerika och savann i Afrika.

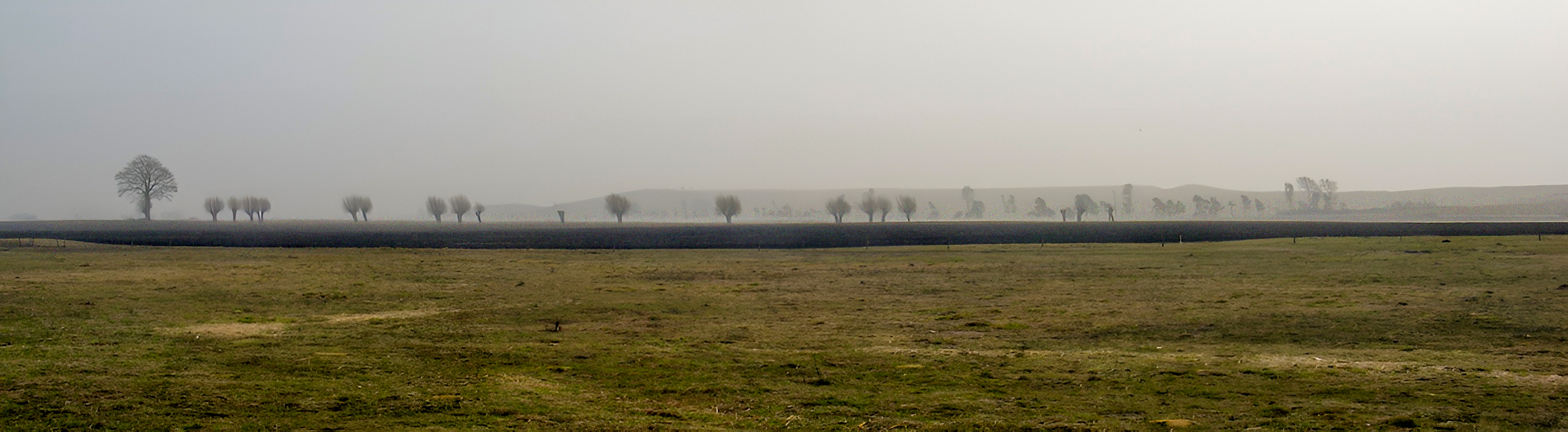
Skånsk slätt med pilevall en disig dag i april, strax efter middag. Ingelstorps ängar, i fonden Hammars backar nära Kåseberga i sydöstra Skåne.